# Commandant de corps
Le grade militaire de commandant de corps (abréviation : cdt C, en allemand Korpskommandant, KKdt) est le grade de l'armée suisse le plus élevé en temps de paix (en temps de guerre, un général est élu). Il est le troisième grade d'officier général après ceux de brigadier et de divisionnaire. 
Dans les relations internationales, les commandants de corps suisses portent le grade de Lieutenant General  (Lt Gen, Code OTAN OF-8).
Ce grade est actuellement porté par Thomas Süssli (chef de l'Armée), Laurent Michaud (chef du commandement des Opérations et remplaçant du chef de l’Armée), Hans-Peter Walser (chef du commandement de l’Instruction) et Daniel Baumgartner (attaché de défense à Washington).